# Бернард Корд
Винстон Бернард Корд (енгл. Winston Bernard Coard; Викторија, 10. август 1944) је бивши гренадски марксистички политичар и револуционар, познат по државном удару којим је године 1983. свргнут тадашњи премијер Морис Бишоп.

## Биографија
С Бишопом се Корд био спријатељио у раној младости, када су обојица открили склоност радикалној левици. Заједно с њим је године 1962. основао Гренадску скупштину омладине за истину, а након тога отишао да студира социологију и економију на Универзитету Брандејз где се прикључио КП САД. Затим је студирао политичку економију на Универзитету Сасекс где се прикључио КП Велике Британије. После завршетка студија, од 1972. је предавао на карипским универзитетима, пре него се 1976. вратио на Гренаду и прикључио левичарској странци Покрет Њу џул. Када је Њу џул 1979. извршио државни удар у којем је свргнут премијер Ерик Гејри, те формирао Народну револуционарну владу на челу с Бишопом, Корд је постао њен потпредседник.
Корд је с временом почео да се разилази с Бишопом, који је настојао да револуционарна Гренада води несврстану политику, уместо да се чврсто веже уз Источни блок. То је ескалирало почетком октобра 1983. године, када је заједно с већином вођства Њу џула дао ултиматум Бишопу да одступи или да заједно с њим дели власт. Бишоп је одбио, након чега је стављен у кућни притвор. Дана 19. октобра су широм Гренаде избиле масовне демонстрације потпоре Бишопу, а приликом чега је Бишоп ослобођен из притвора. Међутим, само неколико часова касније, јединице Народне револуционарне армије верне Корду су разбиле демонстранте, заробиле Бишопа и његове присталице те их стрељале. Истог дана је сам Корд свргнут од стране генерала Хадсона Остина који је формирао војну хунту. Она је, пак, свргнута када су се шест дана касније на Гренаду искрцали амерички маринци. Тада је Корд заједно са сарадницима био ухапшен.
Корд је постао један од оптуженика на судском процесу званом Гренадских 17, где је 1986. године осуђен на смрт због убиства Бишопа и других злочина. Године 1991, казна му је преиначена у доживотни затвор. У септембру 2004, затвор где је издржавао казну погодио је ураган Иван, али Корд, за разлику од других затвореника, није искористио прилику за бег, објаснивши то накнадно жељом да „спере љагу са свог имена“. Године 2007, британски Тајни савет прихватио је Кордову жалбу темељем које је наложено ново суђење, а на коме је Корд добио 30 година затвора. Корд је из затвора пуштен 5. септембра 2009. године.
Бернард Корд има троје деце - Сола Корд (1971 -), Абиола Корд (1972 -) и Нето Корд (1979 -).